# Atletik under sommer-OL 2020 - 200 meter løb (herrer)
Mændenes 200 meter ved sommer-OL 2020 i Tokyo blev afholdt på Japans nationalstadion den 3. og 4. august.

## Resultater

### Indledende heats
Kvalifikationsregler: De tre første i hvert heat (Q) og de tre hurtigste ellers (q) gik videre til semifinalerne. 

#### Heat 1
| Placering | Bane | Udøvere             | Nation      | Reaktion       | Tid   | Kommentarer |
| --------- | ---- | ------------------- | ----------- | -------------- | ----- | ----------- |
| 1         | 7    | Rasheed Dwyer       | Jamaica     | 0,163          | 20,31 | Q           |
| 2         | 8    | Divine Oduduru      | Nigeria     | 0,129          | 20,36 | Q           |
| 3         | 4    | Anaso Jobodwana     | Sydafrika   | 0,119          | 20,78 | Q           |
| 4         | 2    | Jorge Vides         | Brasilien   | 0,161          | 20,94 |             |
| 5         | 3    | Fodé Sissoko        | Mali        | 0,167          | 21,00 |             |
| 6         | 5    | Shota Iizuka        | Japan       | 0,148          | 21,02 |             |
| 7         | 6    | José Andres Salazar | El Salvador | 0,145          | 21,66 |             |
|           |      |                     |             | Vind: -0,3 m/s |       |             |

#### Heat 2
| Placering | Bane | Udøvere                | Nation             | Reaktion       | Tid   | Kommentarer |
| --------- | ---- | ---------------------- | ------------------ | -------------- | ----- | ----------- |
| 1         | 4    | Jereem Richards        | Trinidad og Tobago | 0,187          | 20,52 | Q           |
| 2         | 6    | Shaun Maswanganyi      | Sydafrika          | 0,142          | 20,58 | Q           |
| 3         | 2    | Taymir Burnet          | Holland            | 0,137          | 20,60 | Q, SB       |
| 4         | 3    | Emmanuel Eseme         | Cameroun           | 0,160          | 20,65 |             |
| 5         | 7    | Ján Volko              | Slovakiet          | 0,160          | 21,21 |             |
| 6         | 5    | Abdul Hakim Sani Brown | Japan              | 0,149          | 21,41 | SB          |
|           | 9    | Jan Jirka              | Tjekkiet           |                | DQ    | TR 17.3.1   |
|           | 8    | Bernardo Baloyes       | Colombia           |                | DNS   |             |
|           |      |                        |                    | Vind: +0,9 m/s |       |             |

#### Heat 3
| Placering | Bane | Udøvere         | Nation             | Reaktion       | Tid   | Kommentarer |
| --------- | ---- | --------------- | ------------------ | -------------- | ----- | ----------- |
| 1         | 5    | Femi Ogunode    | Qatar              | 0,154          | 20,37 | Q           |
| 2         | 6    | Ramil Guliyev   | Tyrkiet            | 0,158          | 20,54 | Q           |
| 3         | 2    | Andre De Grasse | Canada             | 0,122          | 20,56 | Q           |
| 4         | 3    | Kyle Greaux     | Trinidad og Tobago | 0,149          | 20,77 |             |
| 5         | 4    | Jun Yamashita   | Japan              | 0,118          | 20,78 |             |
| 6         | 8    | Aldemir Junior  | Brasilien          | 0,160          | 20,84 | SB          |
|           |      |                 |                    | Vind: -0,6 m/s |       |             |

#### Heat 4
| Placering | Bane | Udøvere               | Nation         | Reaktion       | Tid     | Kommentarer |
| --------- | ---- | --------------------- | -------------- | -------------- | ------- | ----------- |
| 1         | 4    | Erriyon Knighton      | USA            | 0,173          | 20,55   | Q           |
| 2         | 8    | Alonso Edward         | Panama         | 0,185          | 20,60   | Q           |
| 3         | 5    | Robin Vanderbemden    | Belgien        | 0,142          | 20,70   | Q, SB       |
| 4         | 6    | Sydney Siame          | Zambia         | 0,171          | 21,01   |             |
| 5         | 2    | Gediminas Truskauskas | Litauen        | 0,140          | 21,02   |             |
| 6         | 3    | Steven Müller         | Tyskland       | 0,156          | 21,08   |             |
| 7         | 7    | Adam Gemili           | Storbritannien | 0,180          | 1:58.58 |             |
|           |      |                       |                | Vind: +0.6 m/s |         |             |

#### Heat 5
| Placering | Bane | Udøvere                     | Nation    | Reaktion       | Tid   | Kommentarer |
| --------- | ---- | --------------------------- | --------- | -------------- | ----- | ----------- |
| 1         | 4    | Aaron Brown                 | Canada    | 0,157          | 20,38 | Q           |
| 2         | 2    | Joseph Fahnbulleh           | Liberia   | 0,147          | 20,46 | Q           |
| 3         | 6    | William Reais               | Schweiz   | 0,147          | 20,51 | Q           |
| 4         | 7    | Serhiy Smelyk               | Ukraine   | 0,144          | 20,53 | SB          |
| 5         | 5    | Antonio Infantino           | Italien   | 0,132          | 20,90 |             |
| 6         | 3    | Lucas Vilar                 | Brasilien | 0,171          | 21,31 |             |
| 7         | 8    | Muhd Noor Firdaus Ar-Rasyid | Brunei    | 0,174          | 21,83 | SB          |
|           |      |                             |           | Vind: -0,7 m/s |       |             |

#### Heat 6
| Placering | Bane | Udøvere                  | Nation                    | Reaktion       | Tid   | Kommentarer |
| --------- | ---- | ------------------------ | ------------------------- | -------------- | ----- | ----------- |
| 1         | 5    | Kenneth Bednarek         | USA                       | 0,184          | 20,01 | Q           |
| 2         | 8    | Yancarlos Martínez       | Den Dominikanske Republik | 0,164          | 20,17 | Q, NR       |
| 3         | 4    | Eseosa Fostine Desalu    | Italien                   | 0,131          | 20,29 | Q, SB       |
| 4         | 2    | Xie Zhenye               | Kina                      | 0,159          | 20,34 | q, SB       |
| 5         | 3    | Nethaneel Mitchell-Blake | Storbritannien            | 0,163          | 20,56 | SB          |
| 6         | 7    | Marcus Lawler            | Irland                    | 0,145          | 20,73 | SB          |
|           | 6    | Emmanuel Matadi          | Liberia                   |                |       | DNS         |
|           |      |                          |                           | Vind: -0,4 m/s |       |             |

#### Heat 7
| Placering | Bane | Udøvere            | Nation    | Reaktion       | Tid   | Kommentarer |
| --------- | ---- | ------------------ | --------- | -------------- | ----- | ----------- |
| 1         | 8    | Noah Lyles         | USA       | 0,171          | 20,18 | Q           |
| 2         | 9    | Sibusiso Matsenjwa | Swaziland | 0,172          | 20,34 | Q, NR       |
| 3         | 3    | Joseph Paul Amoah  | Ghana     | 0,171          | 20,35 | Q, SB       |
| 4         | 4    | Clarence Munyai    | Sydafrika | 0,135          | 20,49 | q, =SB      |
| 5         | 5    | Leon Reid          | Irland    | 0,135          | 20,53 | q, SB       |
| 6         | 7    | Brendon Rodney     | Canada    | 0,150          | 20,60 |             |
| 7         | 6    | Julian Forte       | Jamaica   | 0,152          | 20,65 |             |
| 8         | 2    | Noureddine Hadid   | Libanon   | 0,157          | 21,12 |             |
|           |      |                    |           | Vind: +0,4 m/s |       |             |

### Semifinaler
Kvalifikationsregler: De tre første i hvert heat (Q) og de tre hurtigste ellers (q) gik videre til finalen.

#### Semifinale 1
| Placering | Bane | Udøvere               | Nation    | Reaktion       | Tid   | Kommentarer |
| --------- | ---- | --------------------- | --------- | -------------- | ----- | ----------- |
| 1         | 4    | Erriyon Knighton      | USA       | 0,172          | 20,02 | Q           |
| 2         | 6    | Rasheed Dwyer         | Jamaica   | 0,141          | 20,13 | Q, SB       |
| 3         | 7    | Divine Oduduru        | Nigeria   | 0,140          | 20,16 |             |
| 4         | 9    | Joseph Paul Amoah     | Ghana     | 0,168          | 20,27 | SB          |
| 5         | 5    | Femi Ogunode          | Qatar     | 0,160          | 20,34 |             |
| 6         | 8    | Eseosa Fostine Desalu | Italien   | 0,149          | 20,43 |             |
| 7         | 2    | Xie Zhenye            | Kina      | 0,154          | 20,45 |             |
| 8         | 3    | Anaso Jobodwana       | Sydafrika | 0,151          | 20,88 |             |
|           |      |                       |           | Vind: -0,2 m/s |       |             |

#### Semifinale 2
| Placering | Bane | Udøvere            | Nation                    | Reaktion       | Tid   | Kommentarer |
| --------- | ---- | ------------------ | ------------------------- | -------------- | ----- | ----------- |
| 1         | 7    | Aaron Brown        | Canada                    | 0,151          | 19,99 | Q, SB       |
| 2         | 6    | Joseph Fahnbulleh  | Liberia                   | 0,140          | 19,99 | Q, NR       |
| 3         | 5    | Noah Lyles         | USA                       | 0,179          | 19,99 | q           |
| 4         | 4    | Yancarlos Martinez | Den Dominikanske Republik | 0,141          | 20,24 |             |
| 5         | 8    | William Reais      | Schweiz                   | 0,149          | 20,44 | SB          |
| 6         | 2    | Clarence Munyai    | Sydafrika                 | 0,142          | 20,49 | SB          |
| 7         | 3    | Robin Vanderbemden | Belgien                   | 0,132          | 21,00 |             |
|           | 9    | Alonso Edward      | Panama                    | 0,147          |       | DNF         |
|           |      |                    |                           | Vind: -0,4 m/s |       |             |

#### Semifinale 3
| Placering | Bane | Udøvere            | Nation             | Reaktion       | Tid   | Kommentarer |
| --------- | ---- | ------------------ | ------------------ | -------------- | ----- | ----------- |
| 1         | 9    | Andre De Grasse    | Canada             | 0,139          | 19,73 | Q, NR       |
| 2         | 6    | Kenneth Bednarek   | USA                | 0,176          | 19,83 | Q           |
| 3         | 5    | Jereem Richards    | Trinidad og Tobago | 0,161          | 20,10 | q, SB       |
| 4         | 8    | Shaun Maswanganyi  | Sydafrika          | 0,151          | 20,18 |             |
| 5         | 7    | Sibusiso Matsenjwa | Swaziland          | 0,158          | 20,22 | NR          |
| 6         | 4    | Ramil Guliyev      | Tyrkiet            | 0,156          | 20,31 | SB          |
| 7         | 3    | Leon Reid          | Irland             | 0,139          | 20,54 |             |
| 8         | 2    | Taymir Burnet      | Holland            | 0,126          | 20,90 |             |
|           |      |                    |                    | Vind: +0,2 m/s |       |             |

### Finale
| Placering                        | Bane | Udøvere           | Nation             | Reaktion       | Tid   | Kommentarer |
| -------------------------------- | ---- | ----------------- | ------------------ | -------------- | ----- | ----------- |
| 1                                | 6    | Andre De Grasse   | Canada             | 0.135          | 19.62 | NR          |
| 2. plads, sølvmedaljemodtager(e) | 7    | Kenneth Bednarek  | USA                | 0.165          | 19.68 | PB          |
| 3                                | 3    | Noah Lyles        | USA                | 0.151          | 19.74 | =SB         |
| 4                                | 5    | Erriyon Knighton  | USA                | 0.159          | 19.93 |             |
| 5                                | 8    | Joseph Fahnbulleh | Liberia            | 0.141          | 19.98 | NR          |
| 6                                | 4    | Aaron Brown       | Canada             | 0.157          | 20.20 |             |
| 7                                | 9    | Rasheed Dwyer     | Jamaica            | 0.148          | 20.21 |             |
| 8                                | 2    | Jereem Richards   | Trinidad og Tobago | 0.149          | 20.39 |             |
|                                  |      |                   |                    | Wind: -0.5 m/s |       |             |